# トランスカナダハイウェイ
トランスカナダハイウェイ（英語：Trans-Canada Highway、フランス語：Route transcanadienne）はカナダを東西に横断する幹線道路網。日本語では「カナダ大陸横断高速道路」と書かれることもある。
カナダの太平洋岸から大西洋岸まですべての州（準州は含まない）を通る。1948年のトランスカナダハイウェイ法にて制定され、1962年に供用開始、1970年に完成した。緑地に白のメイプルリーフ標識で表される。略称はTCH。
アメリカ合衆国の州間高速道路網と違い、トランスカナダハイウェイは交差点が点在する区間や片側一車線の対面通行の区間も多く、アメリカのUSハイウェイ道路網や日本の国道のように一般道路に割り当てられている区間も多い。

## 権限
カナダは連邦政府の国策として高速道路網の建設は計画がなく、むしろそれぞれの州に権限を委譲しているため、全国レベルの高速道路網はない。2000年と2001年には当時のジャン・クレティエン政権下の連邦政府ではトランスカナダハイウェイを4車線のフリーウェイ（平面交差のない自動車専用道路）にする計画を立てたが、各州に連邦政府からの補助金が出る州もあったにもかかわらず、最終的に計画への反対が多く中止となった。反対派の多くは、現在でも交通量の少ないトランスカナダハイウェイに投資するより、もっと交通量の多い州内交通やアメリカへつながる道路に投資した方がいいと考えていることが背景にある。
トランスカナダハイウェイの番号付けについても、各州にゆだねられている。マニトバ以西の州は協議し主要ルート（ビクトリア～バンクーバー～カルガリー～レジャイナ～ウィニペグ～マニトバ州東端）は「ハイウェイNo.1」、北部ルート（マセット（ブリティッシュコロンビア州、ハイダ・グワイ北部）～エドモントン、サスカトゥーン～ポーテージ・ラ・プレーリー（オンタリオ州、ウィニペグより西に75km）、イエローヘッド・ハイウェイの主要ルートとして知られる）は「ハイウェイNo.16」と統一されている（ブリティッシュコロンビア州とアルバータ州間では他の州道についても州境で番号は変わらない）。マニトバ州からオンタリオ州に入ると途端に州毎に番号が変わる。東部の州では元々存在した高速道路に重ねてトランスカナダハイウェイとしている地点も多く、またケベック州では州独自の番号制度があるため、トランスカナダハイウェイに合わせることは難しい。

## 「起点」

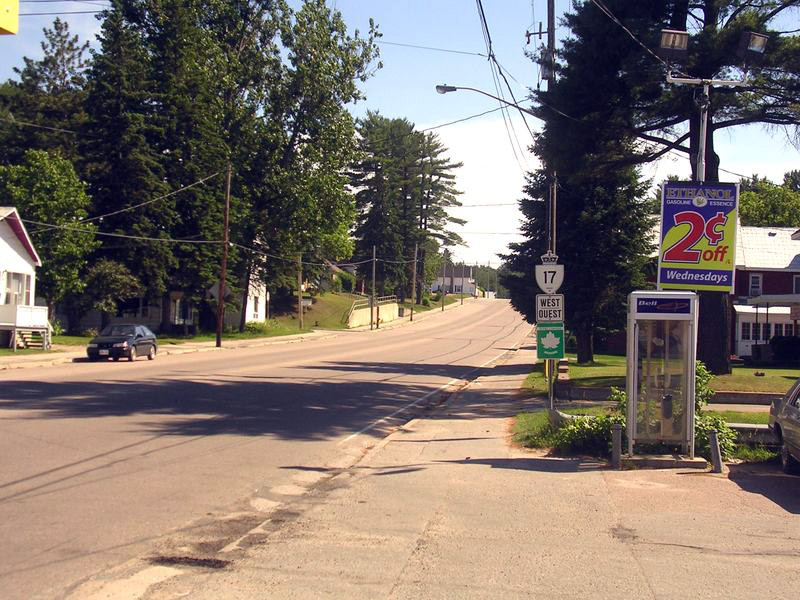
オンタリオ州内を通るトランスカナダハイウェイ

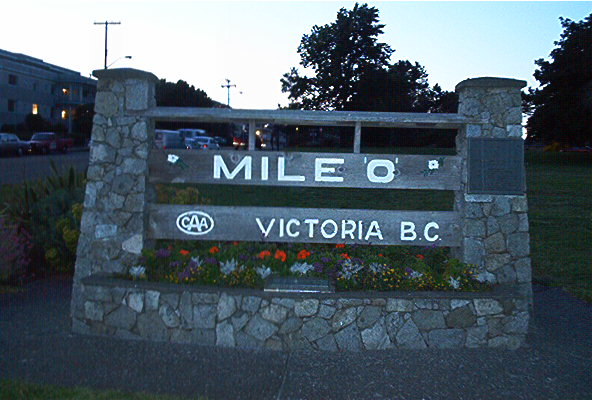
ビクトリアの「マイルゼロ標識」

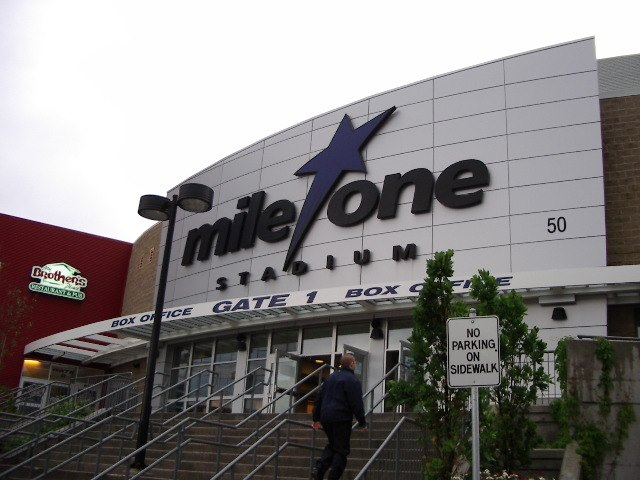
セントジョンズの「マイルワン・センター」

トランスカナダハイウェイを全国規模の道路網として考えるとそもそも「起点」という概念自体が怪しいものになるが、セントジョンズは「起点」を示す「マイル・ワン」の表現を使用しスタジアム兼展示会会場に「マイルワン・センター」と名付けている。その後トランスカナダハイウェイは1977年に、カナダ国内すべての道路標識と共に、メートル法表示に変更している。
ビクトリア側での起点はビーコン・ヒルにあり、正式なトランスカナダハイウェイ西端として「マイル・ゼロ」という記念碑が建っている。
ブリティッシュコロンビア・ハイウェイ4号線は1953年に供用開始され技術的にはトランスカナダハイウェイ網の一部ではないが、この4号線の終点であるトフィーノにも「トランスカナダ（カナダ横断）ハイウェイ太平洋側終点」という標識が建っている。おそらくこれは1953年以前に建てられたと考えられている。トフィーノは1920年代以来、この地域で観光などで必要な唯一の舗装道路であったため、カナダ横断道路の終点として考えられていた。しかし1950年代に公式にトランスカナダハイウェイ網が整備された際、ナナイモをビクトリアに接続するほうを優先し、予算なども考慮されトフィーノに接続されることはなかった。

## アニマル・オーバー・パス

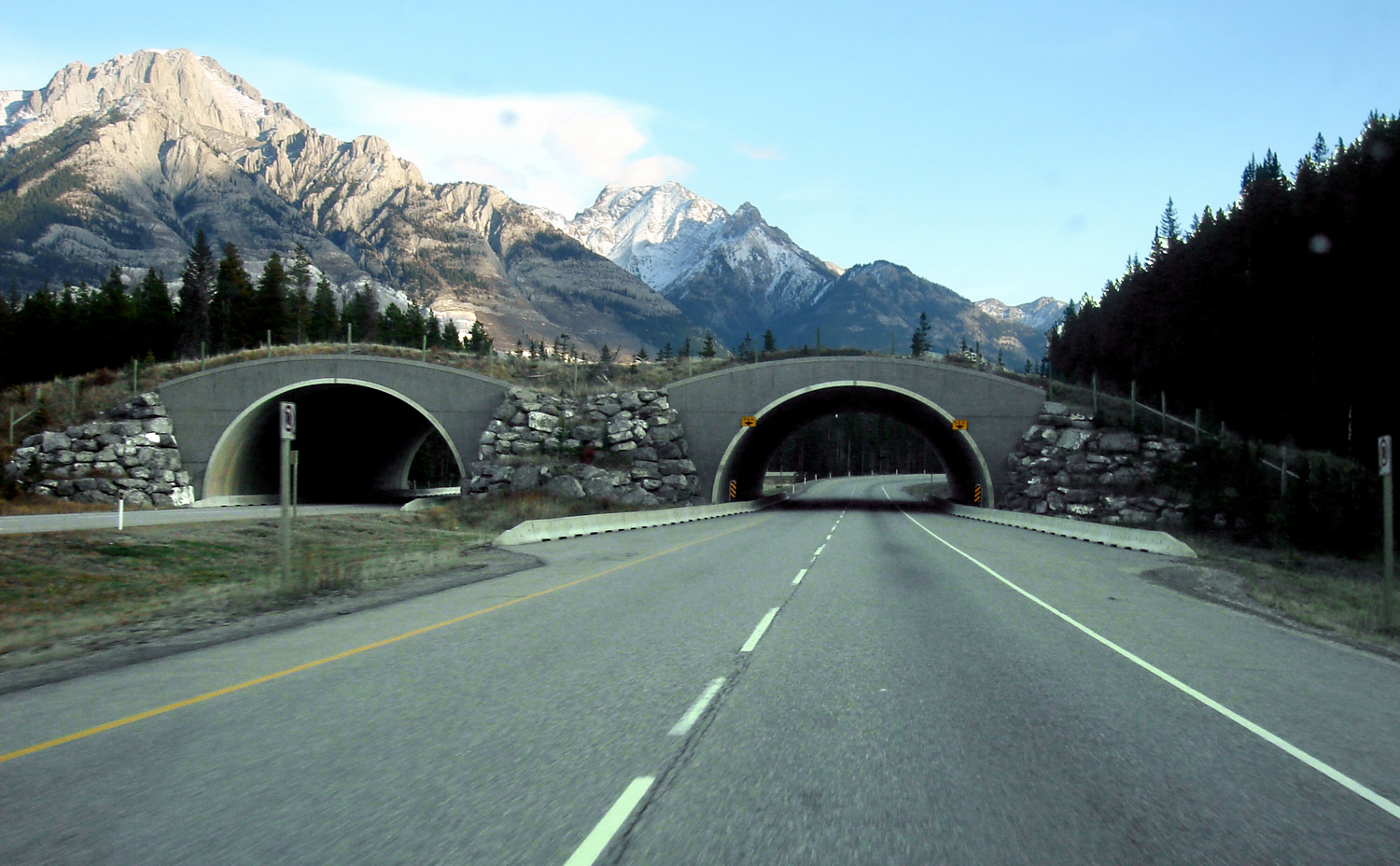
バンフ国立公園内に設置されているアニマル・オーバー・パス

野生動物の生態系（生活圏）を守るため、動物が道路を横断するための通路として建設されたもの。当初はアンダー・パス（地下道）を設置したが、クマやオオカミは地下道を使わないことが判明したため、橋をかけた。